# Псевдоморфізація
Псевдоморфізація (рос. псевдоморфизация, англ. pseudomorphization, нім. Pseudomorphisation f) — заміщення окремих мінералів, гірських порід і руд агрегатами інших мінералів (одного або кількох).